# Orde de l'Esperó d'Or

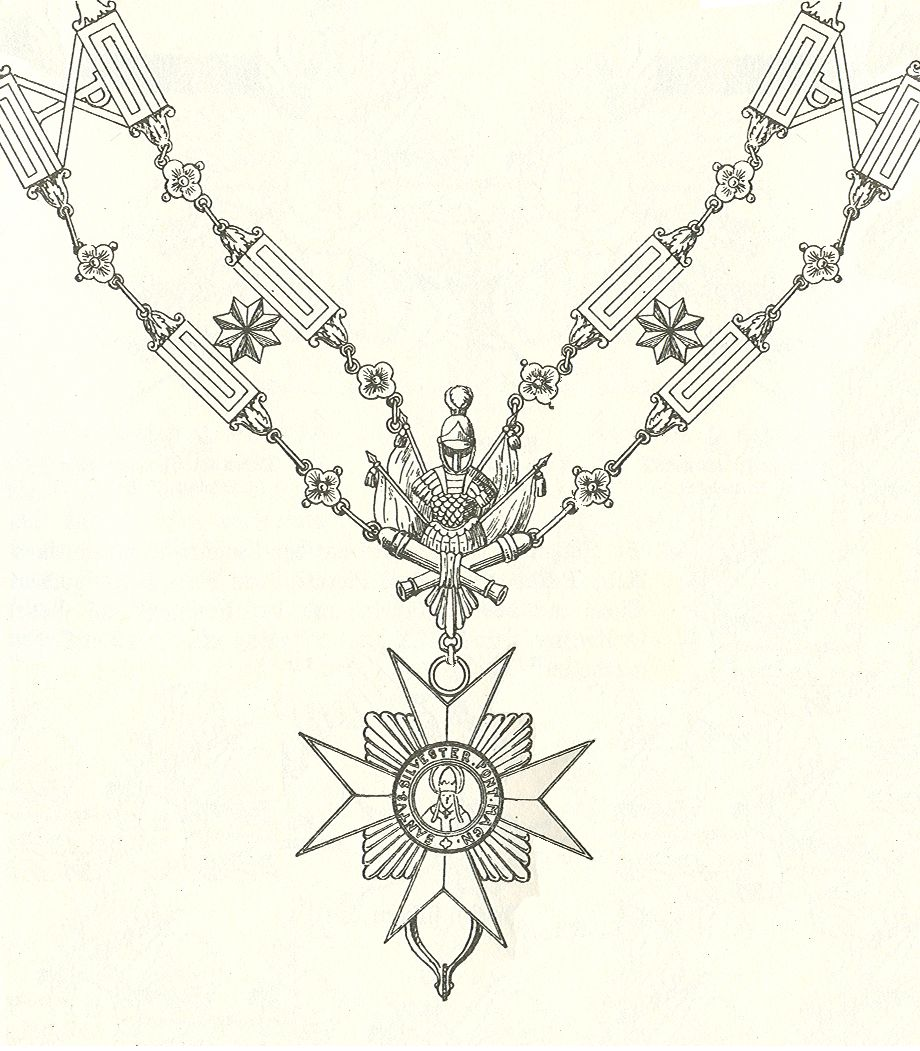
Collar de l’Orde de Sant Silvestre i la Milícia Daurada abans de 1905.

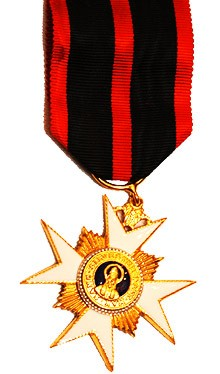
Medalla de l’Orde de Sant Silvestre i la Milícia Daurada, 1841.

L'Orde de l’Esperó d’Or (en italià Ordine dello Speron d'Oro; en francès Ordre de l'Éperon d'or), conegut també com a Orde de la Milícia Daurada (en llatí Ordo Militia Aurata; en Italià Milizia Aurata), és un orde papal de cavalleria concedit a aquells que s’han distingit en la propagació de la fe catòlica o que han contribuït a la glòria de l'Església, sia per les armes, sia pels seus escrits o sia per altres actes.

## Història

### Abans delseglexix
És la primera institució de cavalleria papal. Té els seus orígens en el títol de comte palatí del Palau Laterà. L'emperador Frederic III, del Sacre Imperi Romanogermànic va nomenar Baldo Bartolini, professor de Dret Civi a la Universitat de Perugia, comte palatí el 1469 i, segons l’historiador Paul F. Grendler, «Bartolini també va rebre l'Orde de Cavalleria de l'Esperó d'Or». L’Orde de l'Esperó d'Or, enllaçat amb el títol de comte palatí, va ser àmpliament atorgat després del saqueig de Roma en 1527 per part de l'emperador Carles. Entre els receptors destaca Ticià (1533), que va pintar un retrat eqüestre de l'emperador Carles. La refundació de l'orde la va dur a terme el papa Pius IV en 1559.
Cap a mitjan segle xviii l'orde es va atorgar tant indiscriminadament que ni el llibertí Casanova el valorava. El 1777 Wolfgang Amadeus Mozart el va obtenir tal com mostra un retrat seu de 1777. Giovanni Battista Piranesi, que també va rebre l'orde, signava les seves obres com Cav. G.B. Piranesi.

### Seglexix, declivi de l’Orde
En el segle xix l'orde l'atorgava lliurement la cúria vaticana i els nuncis papals, als qui pagaven una petita taxa. Honoré Daumier inclou el «Cavaller de l’Esperó d’Or» entre la seva sèrie de «Litografies bohèmies de París» (1842); de forma satírica.
L'any 1841 l'orde fou suprimit pel papa Gregori XVI i absorbit per l'Orde de Sant Silvestre, que passà a anomenar-se Orde de Sant Silveste i la Milícia Daurada.

### Segle XX: retorn de l'orde
El papa Pius X restaurà l'orde separadament el 7 de febrer de 1905, en commemoració del jubileu daurat de la definició dogmàtica de la Immaculada Concepció. Aquest honor el concedeix el papa motu proprio. Ja no atorga un títol de noblesa i és el segon orde papal, després del Suprem Orde de Crist.

## Membres actuals
El gran duc Joan I de Luxemburg va ser el darrer membre viu de l'orde.

## Recipiendaris notables

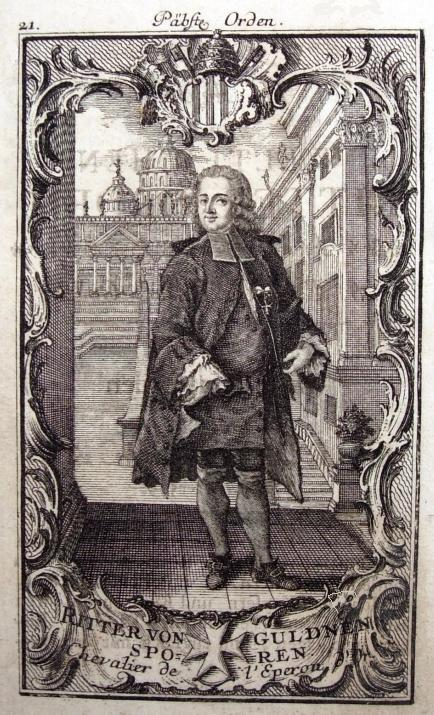
Gravat en coure per Jacob Andreas Fridrich, 1756

- Palla Strozzi (1372–1462), noble florentí
- Heinrich von Olnhausen, croat, en 1388
- Diego García de Paredes (1466–1534), militar espanyol
- Rafael (1483–1520), artista
- Julius Caesar Scaliger (1484–1558), concedit per Carles V
- Ticià, pintor, en 1533
- Baccio Bandinelli (1493–1560)
- Giorgio Vasari, artista i biògraf
- Orlande de Lassus, compositor[16]
- Ventura Salimbeni (1568–1613), pintor
- Bonifazio Bevilacqua Aldobrandini (1571–1627), cardenal
- Nicholas Plunkett (1602–1680), advocat irlandès
- Antonio Latini (1642–1692), majordom del cardenal Antonio Barberini, nebot del Papa Urbà VIII
- Christoph Willibald Gluck (1714–1787), compositor
- Bartolomeo Cavaceppi (c. 1716–1799), escultor
- Giacomo Casanova (1725–1798), aventurer[17]
- Giovanni Gallini (1729–1805)
- Wolfgang Amadeus Mozart (1756–1791), compositor[18]
- Niccolò Paganini (1782–1840), violinista
- Miklós Horthy (1868-1957), regent del Regne d’Hongria (1920-1944)
- Mohammad Reza Pahlavi ? (1919–1980), xa de Pèrsia